# Saco de malla

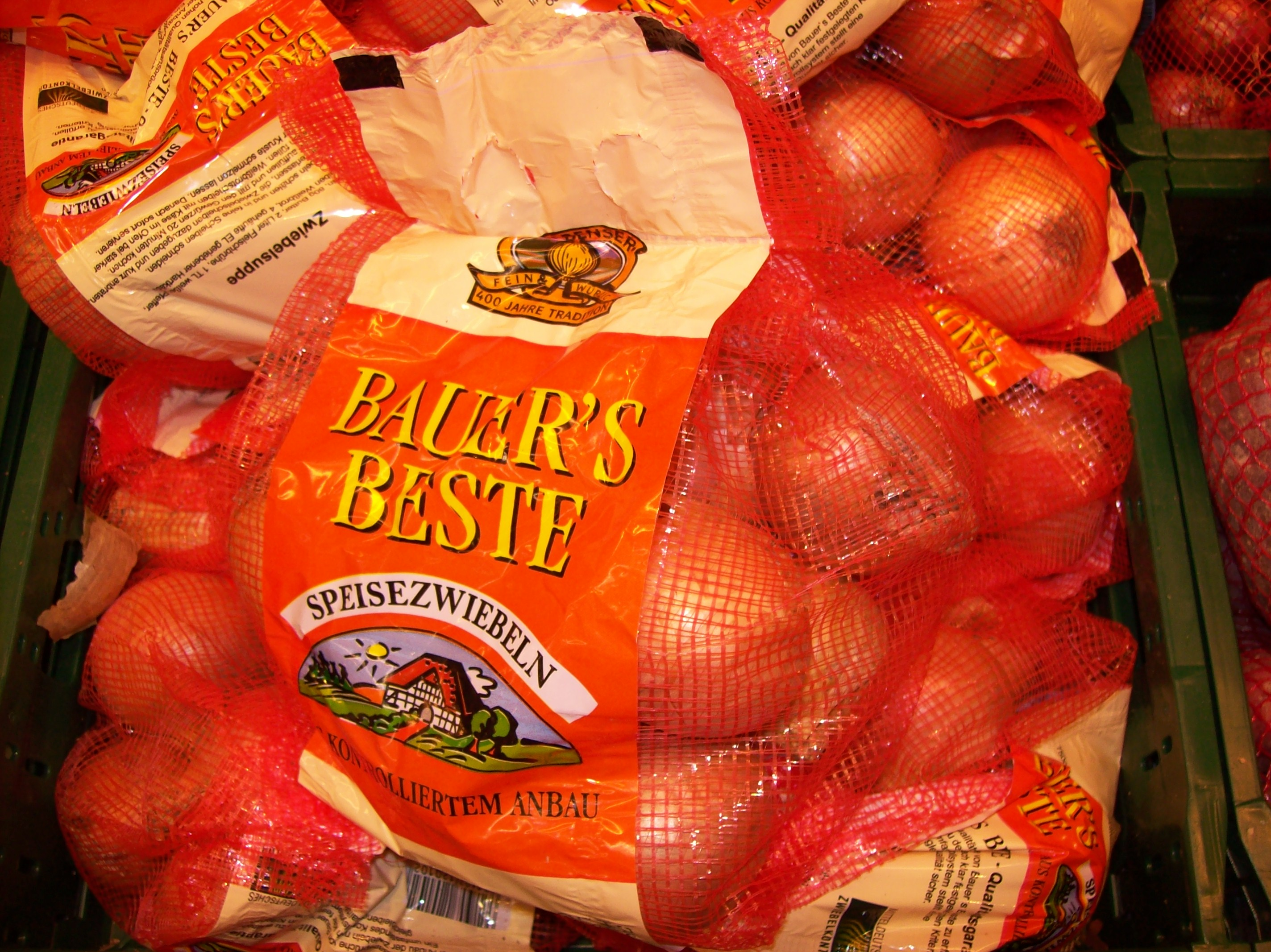
Saco de malla con cebollas

Un saco de malla es un embalaje de plástico en forma de malla que se utiliza para transportar diversos artículos, representando el sector hortofrutícola. Sus mercados más importantes: patatas, cebollas, ajos, naranjas, limones, etc.
Una de los requisitos principales para utilizar malla es que los productos no alteren sus propiedades al rozarse y golpearse en su manipulación y transporte.
Los principales materiales de fabricación son:
- Poliamida (PA)
- Polietileno (PE)
- Polipropileno (PP)

La malla se presenta en diversos colores y tamaños adaptándose a las características del producto y constituyendo en sí misma una unidad de venta. En el exterior, se le adosa una etiqueta de plástico en la que se imprime el nombre y marca del producto así como otros datos obligatorios. Hoy en día la identificación por RFID también ha llegado a los sacos de mallas, adhiriendo un tag RFID a la etiqueta plástica con lo que conforma la etiqueta RFID de cada saco de malla.

## Formatos
Los sacos de malla se presenta en dos formatos:
- Malla extruida. Más densa y compacta. Dentro de este tipo se puede dividir en:
  - Malla de 2 hilos, la cual tiene forma de rombo que a su vez se subdivide en monorientada y no orientada. La malla orientada tiene una gran resistencia en el sentido de la orientación.
  - Malla de 3 hilos, tiene forma de rombo pero además tiene un hilo vertical que le da más resistencia a la elongación en esa dirección
- Malla tejida.